# Coelogyne assamica
Coelogyne assamica é uma espécie de orquídea epífita, família Orchidaceae, que habita desde o Butão até Yunnan, na China, e também grande parte da Indochina.